# Corydalis krasnovii
Corydalis krasnovii är en vallmoväxtart som beskrevs av M.A. Mikhailova. Corydalis krasnovii ingår i släktet nunneörter, och familjen vallmoväxter. Inga underarter finns listade i Catalogue of Life.